# Спортивное скалолазание на летних юношеских Олимпийских играх 2018
Соревнования по скалолазанию на летних юношеских Олимпийских играх 2018 года пройдут с 7 по 10 октября в Парке Polideportivo Roca в Буэнос-Айреса, столицы Аргентины. Будут разыграны 2 комплекта наград: у юношей и девушек. В соревнованиях, согласно правилам, смогут принять участие спортсмены рождённые с 1 января 2000 года по 31 декабря 2001 года.

## История
Скалолазание является новым видом программы, который дебютирует на III летних юношеских Олимпийских играх в Буэнос-Айресе.
На прошлых играх в 2014 году вид спорта был представлен как демонстрационный.

## Квалификация
Каждый Национальный олимпийский комитет (НОК) может заявить максимум 4 спортсмена, по 2 у юношей и девушек. В качестве хозяев Аргентина получает 2 квоты, по 1 на каждый пол, при условии, что они участвуют в молодежных чемпионатах мира. Трехсторонней комиссией будет выделены ещё 2 квоты, по 1 у юношей и девушек. Остальные 36 мест должны быть определены в двух этапах квалификации; на чемпионате мира 2017 года и на пяти континентальных чемпионатах.
Общее число спортсменов, которые выступят на соревнованиях, было определено Международным олимпийским комитетом и составило 40 человек (20 юношей и 20 девушек).

## Календарь
| ЦО | Церемония открытия | ● | Квалификации | 2 | Финалы соревнований | ЦЗ | Церемония закрытия |

| Октябрь      | 06 Сб | 07 Вс | 08 Пн | 09 Вт | 10 Ср | 11 Чт | 12 Пт | 13 Сб | 14 Вс | 15 Пн | 16 Вт | 17 Ср | 18 Чт | Соревнования |
| ------------ | ----- | ----- | ----- | ----- | ----- | ----- | ----- | ----- | ----- | ----- | ----- | ----- | ----- | ------------ |
| Скалолазание | ●     | ●     | ●     | 1     | 1     |       |       |       |       |       |       |       | ●     | 2            |

## Медалисты
Сокращения: WYB — высшее мировое достижение среди юношей

## Медали
| Дисциплина                 | Золото                 | Золото                 | Серебро             | Серебро             | Бронза               | Бронза               |
| -------------------------- | ---------------------- | ---------------------- | ------------------- | ------------------- | -------------------- | -------------------- |
| Юноши. Личное многоборье   | Кэйта Дохи Япония      | Кэйта Дохи Япония      | Сута Танака Япония  | Сута Танака Япония  | Сэм Авезу Франция    | Сэм Авезу Франция    |
| Девушки. Личное многоборье | Сандра Леттнер Австрия | Сандра Леттнер Австрия | Вита Лукан Словения | Вита Лукан Словения | Лаура Ламмер Австрия | Лаура Ламмер Австрия |

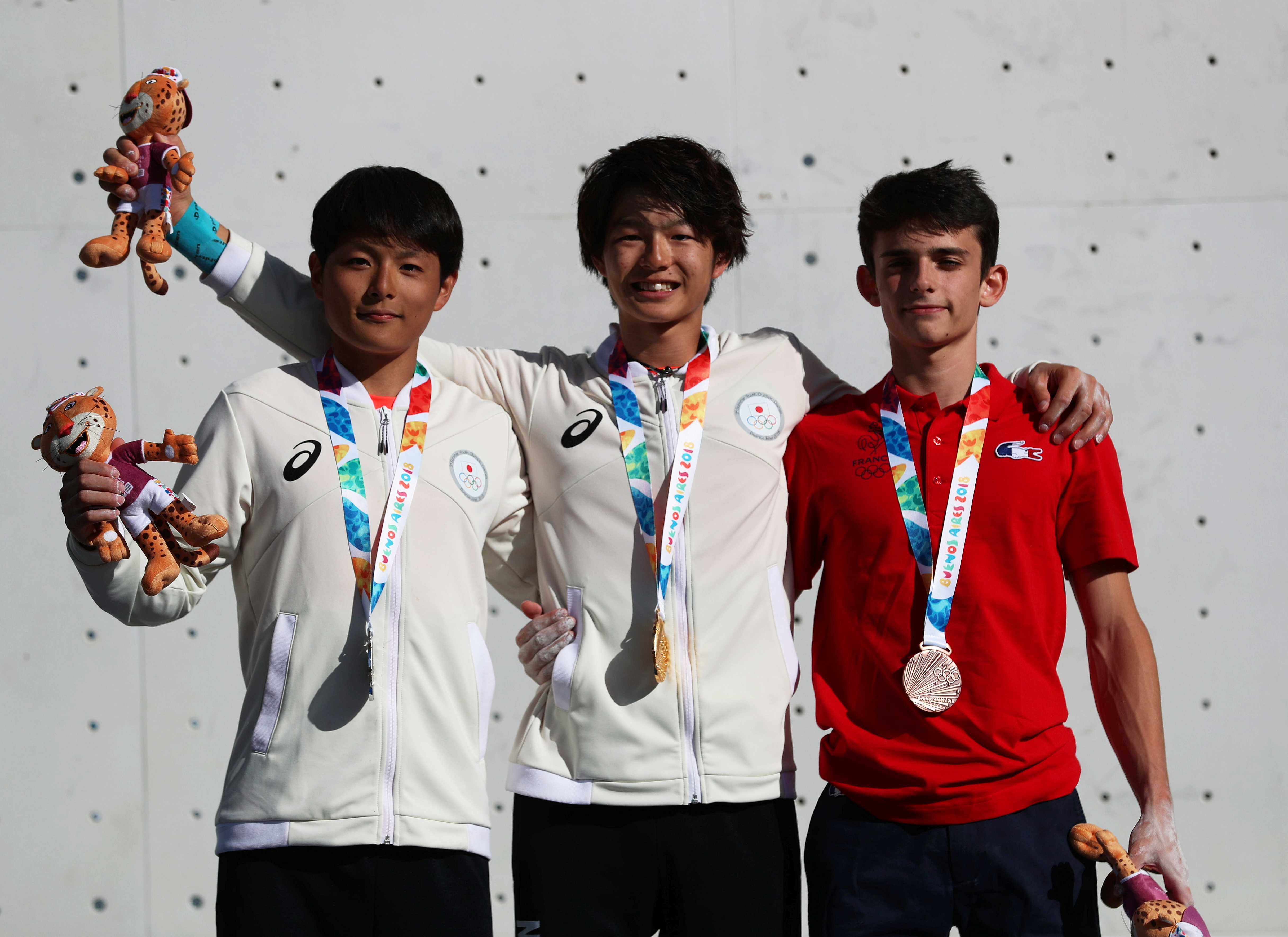
Юноши. Личное многоборье
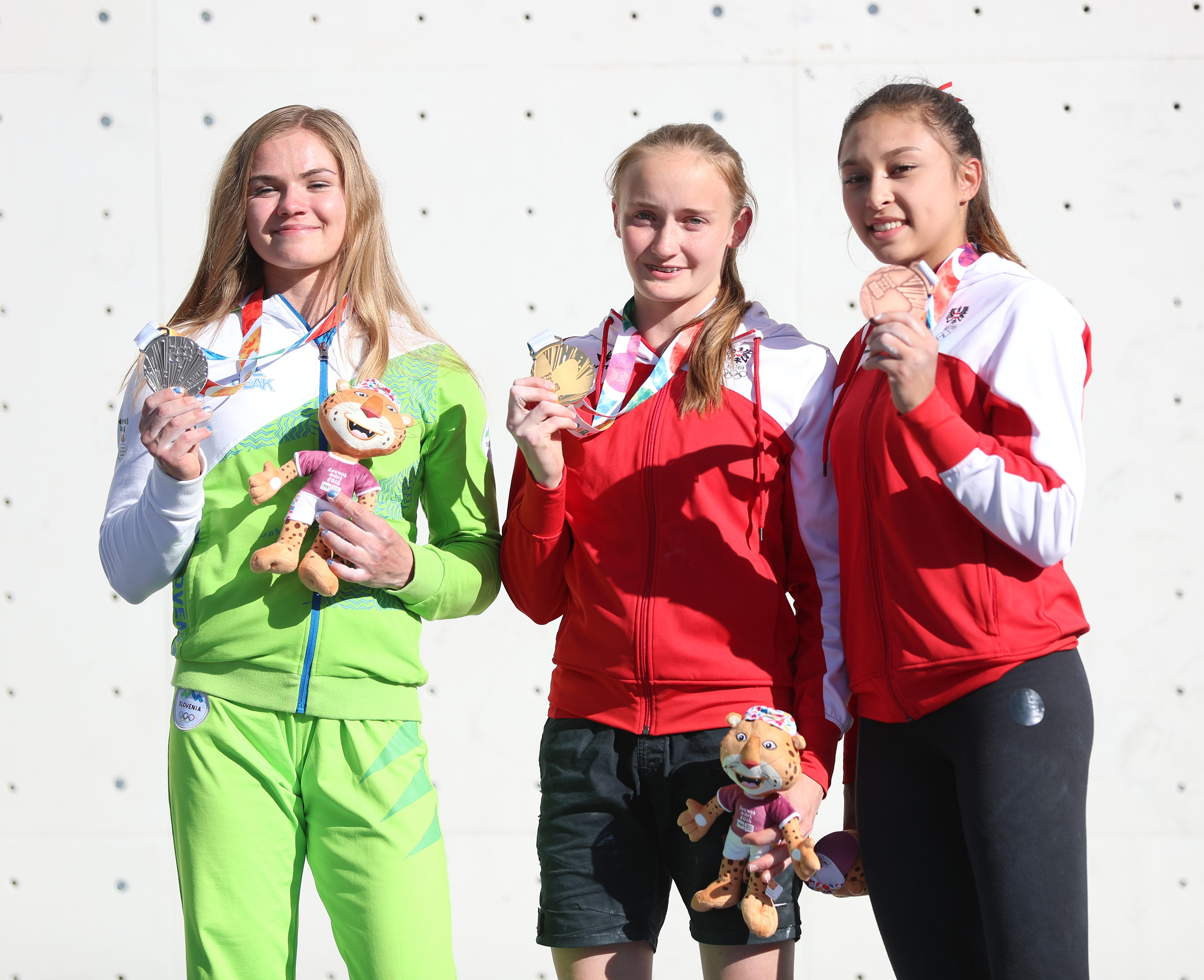
Девушки. Личное многоборье